# IC 1519
IC 1519 је елиптична галаксија у сазвјежђу Пегаз која се налази на листи објеката дубоког неба у Индекс каталогу.
Деклинација објекта је + 12° 27' 29" а ректасцензија 23h 57m 8,3s. Привидна величина (магнитуда) објекта IC 1519 износи 14,6 а фотографска магнитуда 15,6. IC 1519 је још познат и под ознакама CGCG 433-6, NPM1G +12.0617, KCPG 599B, PGC 73011.